# Henri Cuvelier
Henri Cuvelier   (Tourcoing, 1 de juny de 1908 - Roubaix, 25 de gener de 1937) va ser un waterpolista francès que va competir durant la dècada de 1920.
El 1928 va prendre part en els Jocs Olímpics d'Amsterdam, on va guanyar la medalla de bronze en la competició de waterpolo.